# Chipping Norton
Chipping Norton är en ort och civil parish i grevskapet Oxfordshire i England. Orten ligger i distriktet West Oxfordshire i området Cotswolds, cirka 19 kilometer sydväst om Banbury samt cirka 29 kilometer nordväst om Oxford. Tätorten (built-up area) hade 5 719 invånare vid folkräkningen år 2011. Orten kallas av sina invånare för Chippy.

## Historia
Stadens namn betyder nordlig marknadsplats (fornengelska: ceping, marknad) och 4 kilometer norr om staden finns en stenformation som bevisar att platsen var befolkad redan på stenåldern. I staden finns också Chipping Norton-borgen, som ligger på en kulle, och nedanför låg den första bebyggelsen.

## Sevärdheter
Anglikanska kyrkans kyrka Heliga Jungfru Maria är byggd på samma kulle som borgen, precis bredvid denna. Andra viktiga platser i staden är stadshuset, den tidigare inspelningsstudion, de tre skolorna samt teatern. I staden finns också Oxfordshires äldsta golfklubb, grundad redan 1890.

## Kända invånare
Personer som bor eller har bott i Chipping Norton:
- Prinsessan Margaretha, kung Carl XVI Gustafs äldsta syster[2]
- Jeremy Clarkson, skribent, journalist och en av programledarna för Top Gear
- Keith Moon, trummis i rockbandet The Who
- Janice Meek, världsrekordhållare inom rodd till havs
- Pastor Edward Stone, aspirinets upptäckare